# 金川站 (日本)

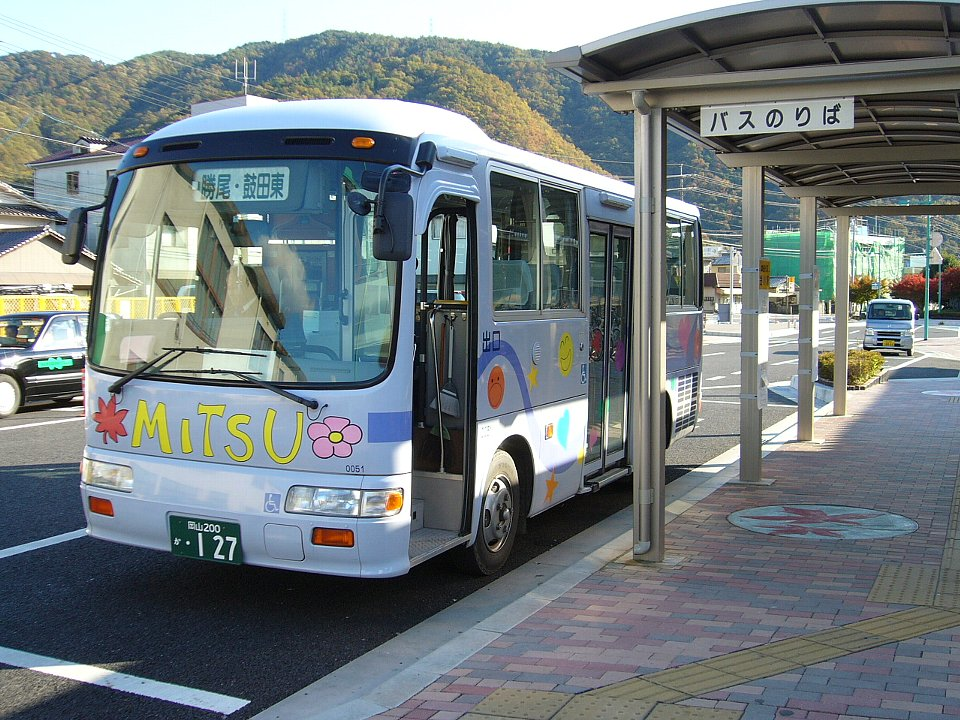
於站前停靠的御津社區巴士

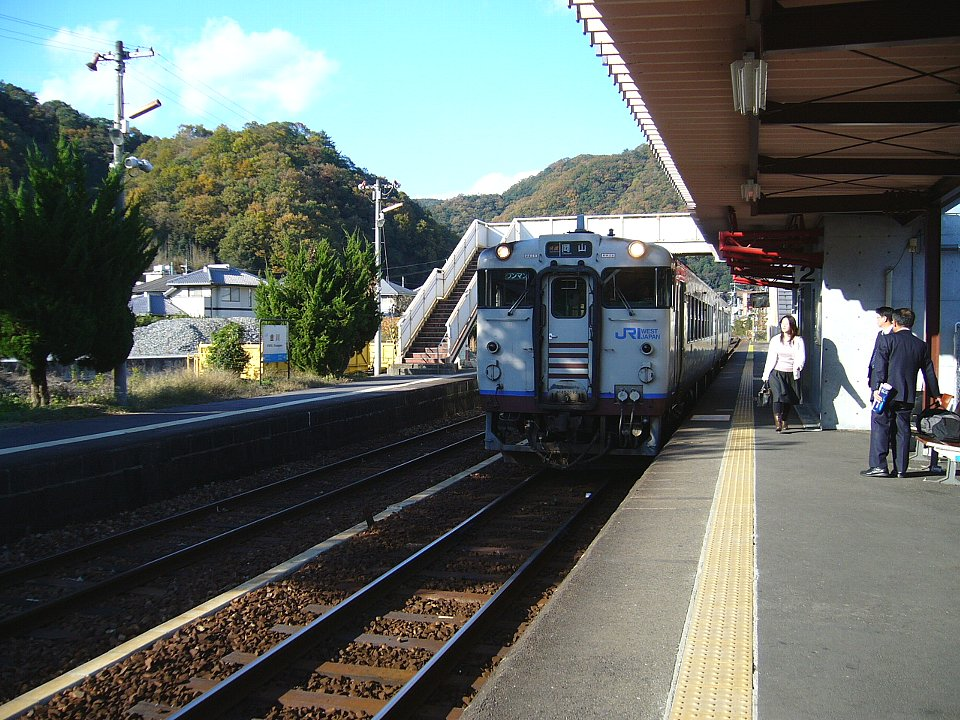
月台(2006年11月)

金川站（日语：／ Kanagawa eki */?）是位於岡山縣岡山市北區御津金川300號，西日本旅客鐵道（JR西日本）的津山線車站。本站是岡山市北區御津地區（前御津郡御津町）的中心車站。

## 歷史
- 1898年（明治31年）12月21日 - 中國鐵道（日语：中鉄バス）本線岡山市站至津山站開通，此站啟用。
  - 當時車站地址是岡山縣津高郡金川村（日语：金川町）金川。
- 1900年（明治33年）4月1日 - 隨著御津郡成立，車站地址變為岡山縣御津郡金川村金川。
- 1915年（大正4年）11月1日 - 隨著實施町制，車站地址變為岡山縣御津郡金川町（日语：金川町）金川。
- 1944年（昭和19年）6月1日 - 中國鐵道的鐵路部門被國有化，成為國有鐵道津山線車站。
- 1953年（昭和28年）4月1日 - 隨著御津町（日语：御津）成立，車站地址變為岡山縣御津郡御津町金川。
- 1987年（昭和62年）4月1日 - 伴隨國鐵分割民營化，車站由西日本旅客鐵道（JR西日本）營運。
- 2005年（平成17年）
  - 2月 - 現時的車站大樓進行翻新。
  - 3月22日 - 御津町編入至岡山市，車站地址變為岡山縣岡山市御津（日语：御津）金川。
- 2009年（平成21年）4月1日 - 隨著岡山市成為政令指定都市，車站地址變為岡山縣岡山市北區御津金川。

## 車站構造
本站是地面車站，設有2面2線的相對式月台，可進行列車交會。本站啟用時曾設有大型木造站房，藉著舉行岡山國體的機會於2005年（平成17年）2月進行重建。新的站房是一座混凝土建築物，位於靠近岡山一方。2006年2月，2號月台上的上蓋建成。車站內設有男女分開的濕廁。
站房對面月台上設有候車室。兩月台之間設有跨線橋連接。通常列車都會使用靠近站房側的2號月台，使乘客不需要使用跨線橋。2號月台為下行本線，1號月台為上行本線。從岡山方向的列車可駛進2號月台。另一方面，從津山方向的列車也可進入2號月台。本站於2010年3月12日前設有折返班次前往福渡站。
此站是由岡山站管理的業務委託車站，委托JR西日本岡山Maintec負責車站業務。日間部分時段中，櫃臺窓口會進行營業，並使用POS終端進行售票。

### 月台
| 月台 | 路線   | 上下行 | 方向           |
| ---- | ------ | ------ | -------------- |
| 1・2 | 津山線 | 上行   | 福渡、津山方向 |
| 1・2 | 津山線 | 下行   | 岡山方向       |

- 所有通過列車和不需要進行列車交會的停站列車，均使用2號月台。
- 從此站出發前往岡山方向的列車使用1號月盧。

## 使用狀況
以下為近年1日平均乘車人次列表：
| 乘車人次變化 | 乘車人次變化    |
| 年度         | 1日平均乘車人次 |
| ------------ | --------------- |
| 1999         | 888             |
| 2000         | 868             |
| 2001         | 879             |
| 2002         | 879             |
| 2003         | 896             |
| 2004         | 906             |
| 2005         | 945             |
| 2006         | 949             |
| 2007         | 973             |
| 2008         | 982             |
| 2009         | 963             |
| 2010         | 929             |
| 2011         | 911             |
| 2012         | 895             |
| 2013         | 867             |
| 2014         | 862             |
| 2015         | 882             |
| 2016         | 895             |
| 2017         | 862             |
| 2018         | 840             |

## 車站周邊
於站前的道路上曾經設有國道53號，當舊道東邊的金川繞道開通後，現時成為了岡山縣道31號高梁御津線的一部分。車站附近設有商店街，離車站較遠處設有超級市場和家品中心。於站前迴旋路上設有的士等候乘客，也有御津社區巴士巴士站（岡山市北區役所御津分所委托中鐵巴士運行）。
- 宇甘溪
- 岡山市北區役所御津分所（舊・御津町（日语：御津）公所）
- 岡山市北區北保健中心御津分館
- 岡山北警署（日语：岡山北警察署）宇垣駐在所
- 岡山市北消防署御津出張所
- 御津郵局
- 中國銀行金川分店
- 岡山信用金庫（日语：おかやま信用金庫）金川分店
- 朝日塾中等教育學校（日语：朝日塾中等教育学校）
- 岡山縣立岡山御津高等學校（日语：岡山県立岡山御津高等学校）
- 岡山市立御津中學
- 岡山市立御津小學
- 岡山市御津金川認定兒童園
- 岡山市立金川醫院（日语：岡山市立金川病院）
- 順天堂（日语：ジュンテンドー）御津店
- 天滿屋Happy（日语：天満屋ストア）金川店
- 國道53號
- 岡山縣道31號高梁御津線
- 岡山縣道53號御津佐伯線（日语：岡山県道53号御津佐伯線）

## 相鄰車站
西日本旅客鐵道（JR西日本）
 津山線
■快速「壽」
福渡－（部分停建部）－金川－（部分停野野口）－法界院
■普通
建部－金川－野野口

## 注腳
1. ↑  岡山縣統計年報

## 外部連結
- 金川｜車站資訊：JR出門網 - 西日本旅客鐵道（日語）